# Aseptis paviae
Aseptis paviae är en fjärilsart som beskrevs av Hans Hermann Behr 1874. Aseptis paviae ingår i släktet Aseptis och familjen nattflyn. Inga underarter finns listade i Catalogue of Life.